# Ramellogammarus oregonensis
Ramellogammarus oregonensis är en kräftdjursart som först beskrevs av Robert Alan Shoemaker 1944.  Ramellogammarus oregonensis ingår i släktet Ramellogammarus och familjen Anisogammaridae. Inga underarter finns listade i Catalogue of Life.